# Andrzej Tęczyński (zm. 1561)
Andrzej Tęczyński herbu Topór (ur. ok. 1480, zm. 25 grudnia 1561) – polski szlachcic, wojewoda lubelski, kasztelan krakowski, starosta śniatyński i rohatyński, chorąży krakowski, miecznik wielki koronny, hrabia Świętego Cesarstwa Rzymskiego.
Jego ojcem był Gabriel Tęczyński z Morawicy (ur. ok. 1430, zm. 27 października 1497 w bitwie pod Koźminem), a matką była Anna z Konińskich Tęczyńska. Żoną jego została Katarzyna Zaklika z Czyżowa, z którą miał córkę Jadwigę. Po śmierci żony, ożenił się z Anna Ożarowską, z którą miał syna Jana (zm. 1593) – kasztelana wojnickiego, starostę lubelskiego i Andrzeja (zm. 1588) – kasztelana i wojewodę bełskiego, oraz dwie córki; Zofię (zm. po 1584) – żonę Mikołaja Zborowskiego – rotmistrza królewskiego i Annę (zm. 1581) – żonę Krzysztofa Lanckorońskiego – kasztelana małogoskiego i radomskiego.
Podróżował po Europie, m.in. do Hiszpanii. W 1538 r. brał udział w obronie Podola przed Tatarami. Zgromadził znaczny majątek: miał w swoich dobrach prywatnych 3 miasta i około 70 wsi.
Przed śmiercią uzyskał z rąk Cesarza patent potwierdzający tytuł hrabiego Świętego Cesarstwa Rzymskiego (nadany w  1527 r.) i herb: do czterodzielnej tarczy, na której wyobrażone były Topory Tęczyńskich oraz dwugłowe orły cesarskie, dodano herb sercowy z wyobrażeniem lamparta dzierżącego Topór. Andrzej Tęczyński pochowany został w Końskowoli (swojej własności, której za królewską promesą nadał prawa miejskie), w niezidentyfikowanej dotychczas krypcie.